# Teto (futbolista)
Alberto Martín Díaz (Sta. Cruz de Tenerife, 13 de septiembre de 2001) es un futbolista español que juega como centrocampista en el Johor Darul Takzim F. C. de la Superliga de Malasia.

## Trayectoria
Nacido en Santa Cruz de Tenerife, se unió al fútbol base del C. D. Tenerife en 2011 a los 9 años de edad. Debutó con el filial el 30 de marzo de 2021 al entrar como suplente en la segunda mitad, anotando además el segundo gol para la victoria de su equipo por 2-0 frente al Atlético Unión Güímar en la Tercera División. Logró debutar con el primer equipo el 2 de diciembre de 2021 al entrar como suplente en los minutos finales en una victoria por 2-1 frente al C. D. Ibiza Islas Pitiusas en la Copa del Rey.
Su debut profesional llegó el 13 de agosto de 2022 al entrar como suplente en los últimos compases de una derrota por 2-1 frente a la S. D. Eibar en la Segunda División. Su primer gol llegó el siguiente 19 de septiembre en una victoria liguera por 3-1 frente al Málaga C. F.
El 29 de julio de 2025 puso fin a catorce años en el C. D. Tenerife, en los que llegó a jugar 98 partidos y marcar seis goles con el primer equipo, tras ser traspasado al Johor Darul Takzim F. C.

## Clubes
Actualizado al último partido disputado el 1 de junio de 2025.
| Club                     | País    | Año       | Partidos | Goles |
| ------------------------ | ------- | --------- | -------- | ----- |
| C. D. Tenerife "B"       | España  | 2021-2023 | 35       | 13    |
| C. D. Tenerife           | España  | 2021-2025 | 98       | 6     |
| Johor Darul Takzim F. C. | Malasia | 2025-     |          |       |